# Tấn Trác Tử
Tấn Trác Tử (chữ Hán: 晋卓子; 652 TCN - 651 TCN), tên thật là Cơ Trác Tử (姬卓子), là vị vua thứ 21 của nước Tấn - chư hầu nhà Chu trong lịch sử Trung Quốc.

## Thân thế
Cơ Trác Tử là con út của Tấn Hiến công – vua thứ 19 nước Tấn. Mẹ ông là Thiếu Cơ, em gái của Ly Cơ – phu nhân sau của Tấn Hiến công, con gái nước Nhung. Trác Tử ra đời khi vua cha Hiến công đã cao tuổi.

## Vua bị giết
Năm 672 TCN, Tấn Hiến công đánh bộ tộc người Nhung, bắt được Ly Cơ và em gái tên Thiếu Cơ. Tấn Hiến công sủng ái cả hai chị em Ly Cơ. Năm 665 TCN, Ly Cơ sinh ra Hề Tề. Năm 652 TCN, em của Ly Cơ sinh ra Trác Tử.
Năm 655 TCN, Ly Cơ dùng kế hãm hại thế tử Thân Sinh. Tấn Hiến công chính thức lập Hề Tề làm thế tử và đuổi các con lớn là Trùng Nhĩ cùng Di Ngô ra nước ngoài.
Tháng 9 năm 651 TCN, vua cha Tấn Hiến công qua đời. Trước khi mất Hiến công ủy thác Hề Tề cho Tuân Tức. Hề Tề trở thành vua mới. Các đại thần là phe cánh của 3 công tử Thân Sinh, Trùng Nhĩ và Di Ngô không đồng tình lập Hề Tề làm vua. Tháng 10 năm đó, đại phu Lý Khắc mang quân đánh giết chết Hề Tề.
Tuân Tức lại lập Trác Tử lên ngôi. Nhưng cũng chỉ được 1 tháng, tới tháng 11 năm đó Lý Khắc lại mang quân đánh thẳng vào triều đình, giết chết cả Trác Tử và Tuân Tức.
Trác Tử ở ngôi chỉ được 1 tháng, thọ 2 tuổi. Các đại phu nước Tấn đón công tử Di Ngô đang trốn ở nước Lương về làm vua, tức là Tấn Huệ công.